# Fungia vaughani
Fungia vaughani är en korallart som beskrevs av Hilbrand Boschma 1923. Fungia vaughani ingår i släktet Fungia och familjen Fungiidae. IUCN kategoriserar arten globalt som livskraftig. Inga underarter finns listade i Catalogue of Life.